# Lega Nazionale A 2007-2008
L'edizione 2007/2008 del campionato di pallacanestro svizzero di massima divisione (Lega Nazionale A) si è conclusa con la vittoria finale del Fribourg Olympic, che conquista il titolo di campione di Svizzera.

## Lega Nazionale A

### Partecipanti
| Club             | Città       | Stadio                | Media spettatori | Riassunto stagione                  |
| ---------------- | ----------- | --------------------- | ---------------- | ----------------------------------- |
| Boncourt         | Boncourt    | Salle sportive        | 852              | B.C. Boncourt 2007-2008             |
| Fribourg Olympic | Friburgo    | Sainte-Croix          | 1'739            | Benetton Fribourg Olympic 2007-2008 |
| Lions de Genève  | Carouge     | Pavillon des Sports   | 423              | Geneva Devils 2007-2008             |
| Hérens Sion      | Martigny    | Midi                  | 423              | Sion Hérens Basket 2007-2008        |
| Lugano Tigers    | Lugano      | Istituto Elvetico     | 398              | Lugano Tigers 2007-2008             |
| Grand-Saconnex   | Grand-Lancy | Centre Sportif        | 350              | Meyrin Grand-Saconnex 2007-2008     |
| BBC Monthey      | Monthey     | Reposieux             | 972              | B.B.C. Monthey 2007-2008            |
| BBC Lausanne     | Losanna     | Vallée de la Jeunesse | 332              | Lausanne Basket 2007-2008           |
| BBC Nyon         | Nyon        | Rocher                | 857              | Sdent B.B.C. Nyon 2007-2008         |
| Starwings        | Fehren      | Sporthalle            | 575              | Birstal Starwings 2007-2008         |
| SAV Vacallo      | Vacallo     | Palapenz              | 673              | S.A.V. Vacallo Basket 2007-2008     |
| Vevey Riviera    | Vevey       | Galeries du Rivage    | 555              | Vevey Riviera Basket 2007-2008      |

### Classifica Regular Season
|  |     | Classifica finale 2007-2008 | Pt | G  | V  | P  | PtF  | PtS  |
|  | --- | --------------------------- | -- | -- | -- | -- | ---- | ---- |
|  | 1.  | Fribourg Olympic            | 36 | 22 | 18 | 4  | 1847 | 1556 |
|  | 2.  | Lugano Tigers               | 34 | 22 | 17 | 5  | 1854 | 1688 |
|  | 3.  | Starwings                   | 30 | 22 | 15 | 7  | 1785 | 1682 |
|  | 4.  | BBC Monthey                 | 28 | 22 | 14 | 8  | 1635 | 1550 |
|  | 5.  | SAV Vacallo                 | 22 | 22 | 11 | 11 | 1641 | 1584 |
|  | 6.  | Boncourt                    | 22 | 22 | 11 | 11 | 1727 | 1723 |
|  | 7.  | Hérens Sion                 | 22 | 22 | 11 | 11 | 1605 | 1653 |
|  | 8.  | Lions de Genève             | 20 | 22 | 10 | 12 | 1701 | 1743 |
|  | 9.  | BBC Nyon                    | 18 | 22 | 9  | 13 | 1637 | 1650 |
|  | 10. | BBC Lausanne                | 14 | 22 | 7  | 15 | 1765 | 1911 |
|  | 11. | Grand-Saconnex              | 10 | 22 | 5  | 17 | 1593 | 1782 |
|  | 12. | Vevey Riviera               | 8  | 22 | 4  | 18 | 1539 | 1807 |

#### Punti a partita
| Rank | Giocatore      | Squadra        | PPG  |
| ---- | -------------- | -------------- | ---- |
| 1.   | Jarred McCurry | Starwings      | 26.5 |
| 2.   | Dušan Mlađan   | Lugano Tigers  | 21.6 |
| 3.   | Tony Brown     | BBC Lausanne   | 20.8 |
| 4.   | Lamar Karim    | Grand-Saconnex | 20.7 |
| 5.   | Stephen Sir    | BBC Nyon       | 20.4 |

#### Assist
| Rank | Giocatore                | Squadra        | PPG  |
| ---- | ------------------------ | -------------- | ---- |
| 1.   | Mike Coffin              | Starwings      | 10.0 |
| 2.   | Jean-Baptiste Bah        | BBC Nyon       | 7.6  |
| 3.   | Ross Derogatis           | Geneva Devils  | 6.9  |
| 4.   | Charly Pleux-Decollognes | BBC Lausanne   | 6.0  |
| 5.   | Karim Lamar              | Grand-Saconnex | 5.8  |

### Playoff
|  | Quarti di finale | Quarti di finale | Quarti di finale | Quarti di finale | Quarti di finale | Quarti di finale | Quarti di finale |  |  | Semifinali       | Semifinali       | Semifinali       | Semifinali    | Semifinali    | Semifinali    | Semifinali |    |    | Finale           | Finale           | Finale           | Finale           | Finale | Finale | Finale |  |
|  |                  |                  |                  |                  |                  |                  |                  |  |  |                  |                  |                  |               |               |               |            |    |    |                  |                  |                  |                  |        |        |        |  |
|  | Fribourg Olympic | Fribourg Olympic | Fribourg Olympic | Fribourg Olympic | 73               | 82               | 85               |  |  |                  |                  |                  |               |               |               |            |    |    |                  |                  |                  |                  |        |        |        |  |
|  | Geneva Devils    | Geneva Devils    | Geneva Devils    | Geneva Devils    | 52               | 62               | 62               |  |  | Fribourg Olympic | Fribourg Olympic | Fribourg Olympic | 75            | 89            | 75            | 69         |    |    |                  |                  |                  |                  |        |        |        |  |
|  | BBC Monthey      | BBC Monthey      | 64               | 77               | 82               | 68               | 66               |  |  | SAV Vacallo      | SAV Vacallo      | SAV Vacallo      | 83            | 51            | 50            | 58         |    |    |                  |                  |                  |                  |        |        |        |  |
|  | SAV Vacallo      | SAV Vacallo      | 74               | 69               | 74               | 78               | 74               |  |  |                  |                  |                  |               |               |               |            |    |    | Fribourg Olympic | Fribourg Olympic | Fribourg Olympic | Fribourg Olympic | 82     | 70     | 73     |  |
|  | Starwings        | Starwings        | 80               | 78               | 95               | 66               | 76               |  |  |                  |                  | Lugano Tigers    | Lugano Tigers | Lugano Tigers | Lugano Tigers | 60         | 56 | 59 |                  |                  |                  |                  |        |        |        |  |
|  | Boncourt         | Boncourt         | 73               | 83               | 80               | 76               | 62               |  |  | Lugano Tigers    | Lugano Tigers    | 88               | 76            | 79            | 80            | 74         |    |    |                  |                  |                  |                  |        |        |        |  |
|  | Lugano Tigers    | Lugano Tigers    | Lugano Tigers    | Lugano Tigers    | 73               | 73               | 80               |  |  | Starwings        | Starwings        | 77               | 85            | 62            | 84            | 68         |    |    |                  |                  |                  |                  |        |        |        |  |
|  | Hérens Sion      | Hérens Sion      | Hérens Sion      | Hérens Sion      | 66               | 60               | 66               |  |  |                  |                  |                  |               |               |               |            |    |    |                  |                  |                  |                  |        |        |        |  |

#### Punti a partita
| Rank | Giocatore          | Squadra       | PPG  |
| ---- | ------------------ | ------------- | ---- |
| 1.   | Jarred McCurry     | Starwings     | 21.5 |
| 2.   | Matt Schneidermann | SAV Vacallo   | 18.0 |
| 3.   | Dušan Mlađan       | Lugano Tigers | 17.4 |
| 4.   | Raymond Henderson  | Starwings     | 16.2 |
| 5.   | Martin Mihajlović  | SAV Vacallo   | 16.1 |

#### Assist
| Rank | Giocatore            | Squadra          | PPG |
| ---- | -------------------- | ---------------- | --- |
| 1.   | Mike Coffin          | Starwings        | 6.7 |
| 2.   | Jean-Baptiste Bah    | BBC Nyon         | 6.0 |
| 3.   | Pascal Perrier-David | Fribourg Olympic | 5.2 |
| 4.   | Harold Mrazek        | Fribourg Olympic | 4.5 |
| 5.   | Guillaume Sene       | Boncourt         | 4.2 |

### Playout
|  | Semifinali     | Semifinali     | Semifinali     | Semifinali | Semifinali |  |  | Finale         | Finale         | Finale | Finale | Finale |  |
|  |                |                |                |            |            |  |  |                |                |        |        |        |  |
|  | BBC Nyon       | BBC Nyon       | 88             | 70         | 84         |  |  |                |                |        |        |        |  |
|  | Vevey Riviera  | Vevey Riviera  | 51             | 84         | 65         |  |  | Grand-Saconnex | Grand-Saconnex | 89     | 55     | 92     |  |
|  | BBC Lausanne   | BBC Lausanne   | BBC Lausanne   | 101        | 83         |  |  | Vevey Riviera  | Vevey Riviera  | 59     | 70     | 79     |  |
|  | Grand-Saconnex | Grand-Saconnex | Grand-Saconnex | 79         | 79         |  |  |                |                |        |        |        |  |

#### Punti a partita
| Rank | Giocatore     | Squadra        | PPG  |
| ---- | ------------- | -------------- | ---- |
| 1.   | Tony Brown    | BBC Lausanne   | 27.5 |
| 2.   | Herman Alston | BBC Monthey    | 20.8 |
| 3.   | Lamar Karim   | Grand-Saconnex | 19.8 |

#### Assist
| Rank | Giocatore                | Squadra        | PPG  |
| ---- | ------------------------ | -------------- | ---- |
| 1.   | Charly Pleux-Decollognes | BBC Lausanne   | 12.0 |
| 2.   | Lamar Karim              | Grand-Saconnex | 5.6  |
| 3.   | Earl Brown               | BBC Nyon       | 5.0  |

## Roster campione
| Fribourg Olympic Basket Club 2007-2008 | Fribourg Olympic Basket Club 2007-2008 |
| Giocatori                              | Staff tecnico                          |
| -------------------------------------- | -------------------------------------- |

| N. | Naz.                                       | Ruolo | Nome                 | Anno | Alt.   | Peso |  |
| -- | ------------------------------------------ | ----- | -------------------- | ---- | ------ | ---- |  |
|    | Stati Uniti (bandiera)                     | A     | Dave Esterkamp       | 1978 | 200 cm |      |  |
|    | Stati Uniti (bandiera)                     | AC    | Erroyl Bing          | 1982 | 198 cm |      |  |
|    | Belgio (bandiera)                          | GA    | Senna Hounhanou      | 1990 | 192 cm |      |  |
|    | Svizzera (bandiera)                        | PG    | Jonathan Kazadi      | 1991 | 194 cm |      |  |
|    | Germania (bandiera)                        | GA    | Malte Laass          | 1984 | 195 cm |      |  |
|    | Svizzera (bandiera)                        | G     | Harold Mrazek        | 1973 | 191 cm |      |  |
|    | Francia (bandiera)                         | PG    | Pascal Perrier-David | 1975 | 184 cm |      |  |
|    | Svizzera (bandiera)                        | P     | Stefan Petković      | 1992 | 185 cm |      |  |
|    | Angola (bandiera)                          | GA    | Trésor Quidome       | 1980 | 193 cm |      |  |
|    | Stati Uniti (bandiera)                     | C     | Marcus Sloan         | 1982 | 203 cm |      |  |
|    | Belgio (bandiera)                          | A     | Douglas Tshomba      | 1983 | 201 cm |      |  |
|    | Svizzera (bandiera)                        | C     | Oliver Vogt          | 1980 | 209 cm |      |  |
|    | Svizzera (bandiera) · Argentina (bandiera) | GA    | Ian Savoy            | 1990 | 187 cm |      |  |
|    | Svizzera (bandiera) · Serbia (bandiera)    | AC    | Miloš Božović        | 1992 | 201 cm |      |  |

| Allenatore                                                               |
| - Damien Leyrolles                                                       |
| Assistente/i                                                             |
| - Mehdi Mary Legenda - (C) Capitano - (IN) Inattivo - Infortunato Roster |

| Swiss Basketball League 2007-2008 |
| --------------------------------- |
| Fribourg Olympic 15º titolo       |